# A Rude Hostess
A Rude Hostess è un cortometraggio muto del 1909 diretto e sceneggiato da David W. Griffith. Il film, interpretato da Marion Leonard, Anita Hendrie e Jeanie Macpherson, venne prodotto dalla American Mutoscope and Biograph Company che lo distribuì nelle sale l'8 aprile 1909.

## Produzione
Il film fu prodotto dall'American Mutoscope and Biograph Company.

## Distribuzione
Il copyright del film, richiesto dall'American Mutoscope and Biograph Co., fu registrato il 31 marzo 1909 con il numero H125117.
Distribuito dall'American Mutoscope and Biograph Company, il film - un cortometraggio di cinque minuti - uscì nelle sale USA l'8 aprile 1909. Nelle proiezioni, veniva programmato con il sistema dello split reel, accorpato in un'unica bobina con un altro cortometraggio prodotto dalla Biograph e diretto da Griffith, la commedia Schneider's Anti-Noise Crusade.
Non si conoscono copie ancora esistenti della pellicola che viene considerata presumibilmente perduta.